# Серебряный Бор
Серебряный Бор (Хорошёвский лесопарк) — памятник природы регионального значения, особо охраняемая природная территория города Москвы, находится в районе Хорошёво-Мнёвники Северо-Западного административного округа.
Известен с XVII века, своё название получил от дачного посёлка, построенного в начале XX века. Располагается в области природно-исторического парка «Москворе́цкий».
Памятник природы «Серебряный Бор» учреждён решением президиума Московского Совета от 17 октября 1991 года № 201 «О государственных памятниках природы местного значения в городе Москве» и постановлением Правительства Москвы от 19 сентября 1995 года № 783 «О комплексном развитии и системе управления территории „Серебряный Бор“». Находится в подведомственном подчинении Дирекции природной территории «Серебряный бор» ГПБУ «Мосприрода».
Также является местом сосредоточения элитной недвижимости, принадлежащей богатым бизнесменам и государственным чиновникам. Стоимость квадратного метра здесь достигает нескольких миллионов рублей.
Несмотря на то, что официально строить здесь нельзя, Серебряный Бор продолжает застраиваться частной недвижимостью.

## История
В старинных летописях и грамотах древнерусское слово «боръ» означало «сосна», «хвоя» — «то, что колет», позже — «хвойный лес». Название «Серебряный овраг», которое относится к этой местности, впервые встречается в межевой грамоте XVII века. В те времена так называли лесную территорию, которая в настоящее время входит в состав Серебряноборского лесничества.
Этот лесной массив был упомянут в распоряжении 1735 года о перестройке старых конюшен в Хорошёве. Парк также называют Хорошёвский по наименованию бывшего подмосковного села Хорошёво, ныне вошедшего в состав Хорошёво-Мнёвники.
С XVI века и до революции 1917 года территории Хорошёвского бора принадлежали либо царской семье, либо приближённым к царскому двору.
В XIX веке в нём размещался артиллерийский парк и стоял Фанагорийский полк.
В начале XX века в этой области построили дачный посёлок, получивший название «Серебряный Бор».
В 1937 году был построен Хорошёвский судоходный канал по проекту архитектора В. А. Петрова; он отделил Серебряный Бор от суши, в результате чего возник искусственный остров. В том же году по проекту архитектора И. С. Фридлянда и инженера А. А. Белоголового был сооружён большой Хорошёвский железобетонный мост, соединяющий Серебряный Бор с Хорошёвским шоссе.
После Великой Отечественной войны остров стал популярным местом отдыха москвичей.

Летом здесь было людно и весело, наезжало много дачников, молодёжи, на реке открывались лодочные станции и пляжи, с утра до вечера гулко стучал мяч на волейбольных площадках, — жизнь была увлекательной и лёгкой, похожей на кинофильм. <…> А потом начиналась осень, пустели дачи, в поле и в лесу почти не встречалось людей, да и те, кто встречался, были редкие огородники, торопящиеся на автобусный круг с мешком картошки за плечами. И плыла в воздухе нетревожимая паутина, просеки затоплялись жухлой листвой — её никто уже не убирал до снега, и далеко по реке разносилось одинокое гугуканье последнего катера с каким-нибудь случайным пассажиром, забившимся от холода в нижний салон— Юрий Трифонов, повесть «Студенты»
.
Осенью 1991 года решением президиума Московского Совета от 17 октября 1991 года № 201 «О государственных памятниках природы местного значения в городе Москве» был учреждён памятник природы регионального значения «Серебряный Бор». Территорию острова очистили и благоустроили, а также создали экологическую тропу. В 2017 году на острове модернизируют места для отдыха, обустраивают зону на въезде в парк.

## Территория

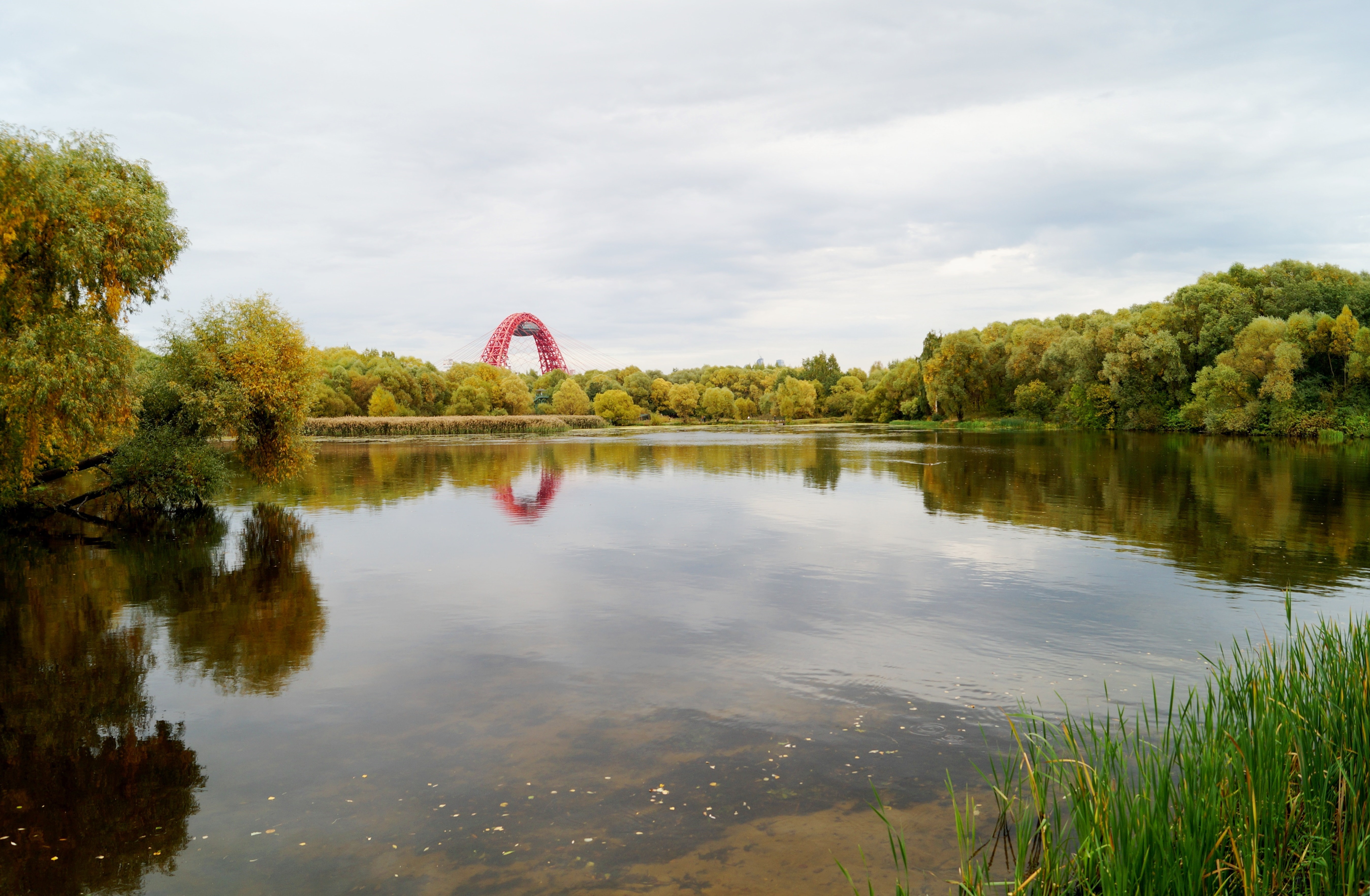
Вид на озеро Бездонное и Живописный мост, 2015 год

Парк представляет собой искусственный остров, который был образован при создании канала Хорошёвского спрямления; вглубь лесного массива проходит залив Глубокий (озеро Бездонное). Озеро Бездонное, или Бездонка, площадью около 16—17 га, в 1950-х годах было соединено с рекой Москвой и в настоящее время представляет собой искусственный залив.
Тут находятся два сквера, три пляжа, в том числе самый большой нудистский пляж в Москве, проложена экологическая тропа, на которой оборудованы места для отдыха посетителей и вольеры с редкими животными и птицами.

### Зоны парка
Территория парка разделена на пять зон.

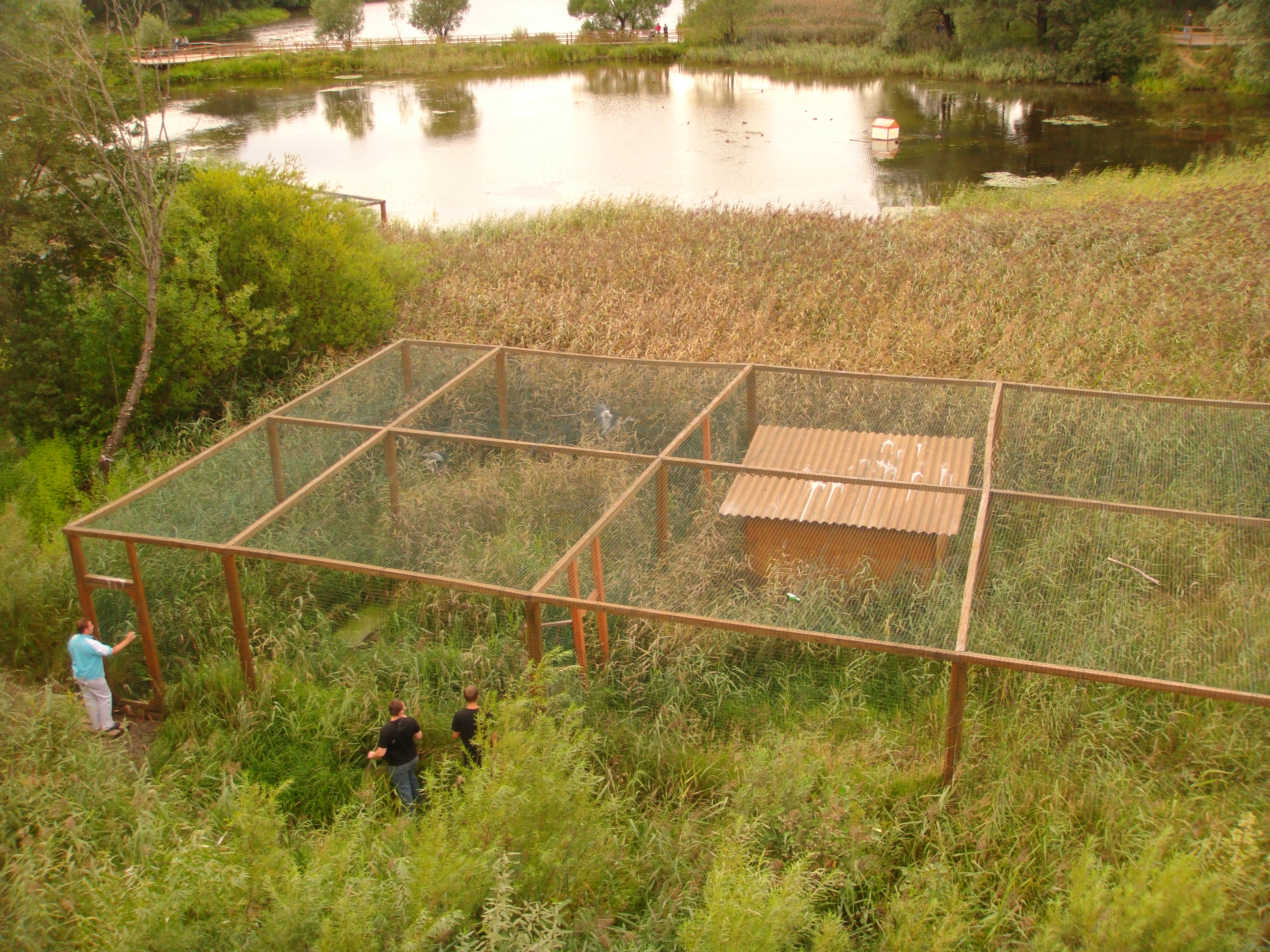
Вид с вышки на птичьи вольеры и экологическую тропу

На территории заповедной зоны площадью 84 га проводятся научно-исследовательские работы, а также работы по восстановлению и поддержанию в равновесном состоянии экосистем памятника природы. Обустраивают экологические и прогулочные тропы, проводят экскурсии, устанавливают информационные и информационно-предупредительные щиты с указанием режима заповедных участков. В этой зоне размещаются демонстрационные участки с целью показа видов животных и растений, которые находятся в парке.
В прогулочной зоне, площадью 78,7 га, обустраивают экологические и прогулочные тропы и маршруты, высаживают деревья и ягодные кустарники. Чтобы привлечь птиц, по парку развешивают искусственные гнезда, оборудуют точки подкорма. Территорию благоустраивают, устанавливают смотровые площадки и информационные стенды, навесы от дождя и указатели направления движения.

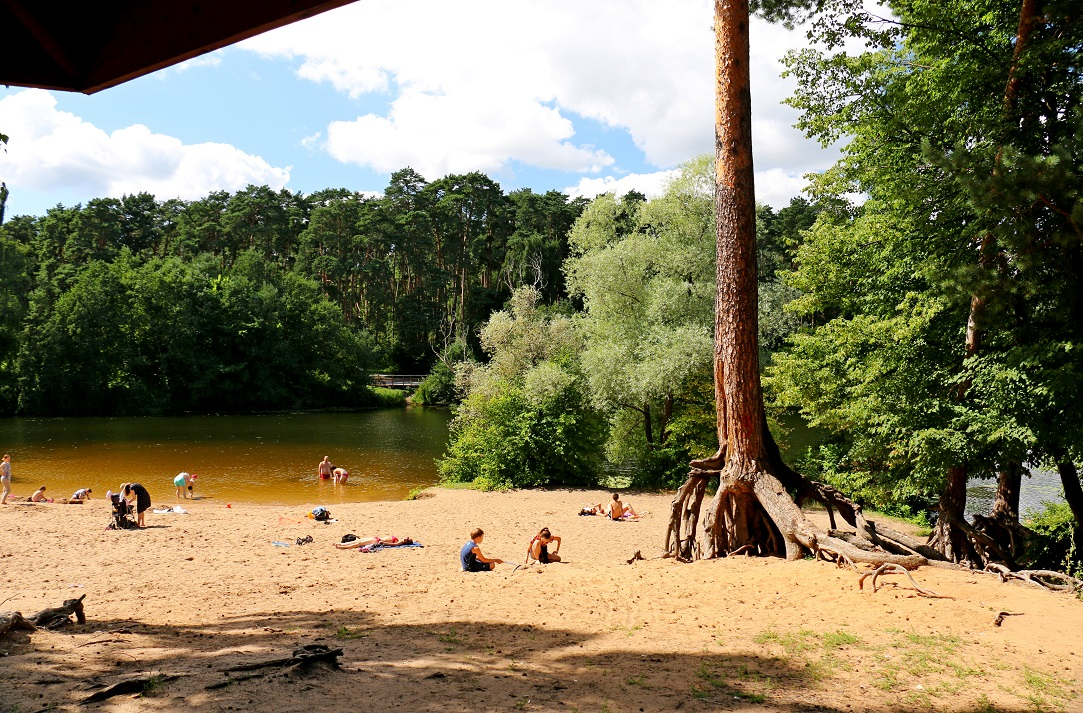
Пляж в Серебряном бору

Рекреационная зона составляет 32,8 га, на этой территории благоустраивают рекреационные центры, объекты культурно-исторического, эстетического значения, общественного питания, торговли, зон отдыха и спортивные сооружения. В этой зоне восстанавливают зелёные насаждения, производится декоративное озеленение с использованием местных видов растений, развешивают искусственные гнездовья и кормушки. Проводится строительство и реконструкция сети прогулочных дорог и троп, детских и спортивных площадок, оборудование дорог информационными стендами по природоохранной тематике, указателями; реконструкция пляжей и другие работы.
В административно-хозяйственной зоне площадью 10,8 га находятся пожарное депо, пост милиции, кавалерийская рота, входящая в состав Кавалерийского батальона Оперативного полка милиции, стоянки для электромобилей и автостоянки для посетителей.
В зоне сторонних пользователей, которая занимает 122,3 га, находятся жилые постройки, очистные сооружения и коммуникации. Эта зона занимает почти половину территории острова и застроена элитным жильём — дворцами, коттеджами и другой недвижимостью, зафиксированной во владении частных владельцев, среди которых — полпред президента на Дальнем Востоке Юрий Трутнев, экс-глава ФМС Константин Ромодановский, патриарх Кирилл, артист Олег Газманов, супруга главы Роснефти Игоря Сечина, предприниматели Владимир Евтушенков, Григорий Берёзкин, Вагит Алекперов, Леонид Федун. Несколько участков принадлежит МВД, Минобороны и МИД, часть засекречена — там проживают чиновники, которые смогли скрыть данные о недвижимости, например, жена бывшего директора ФСБ Николая Патрушева.

## Флора и фауна

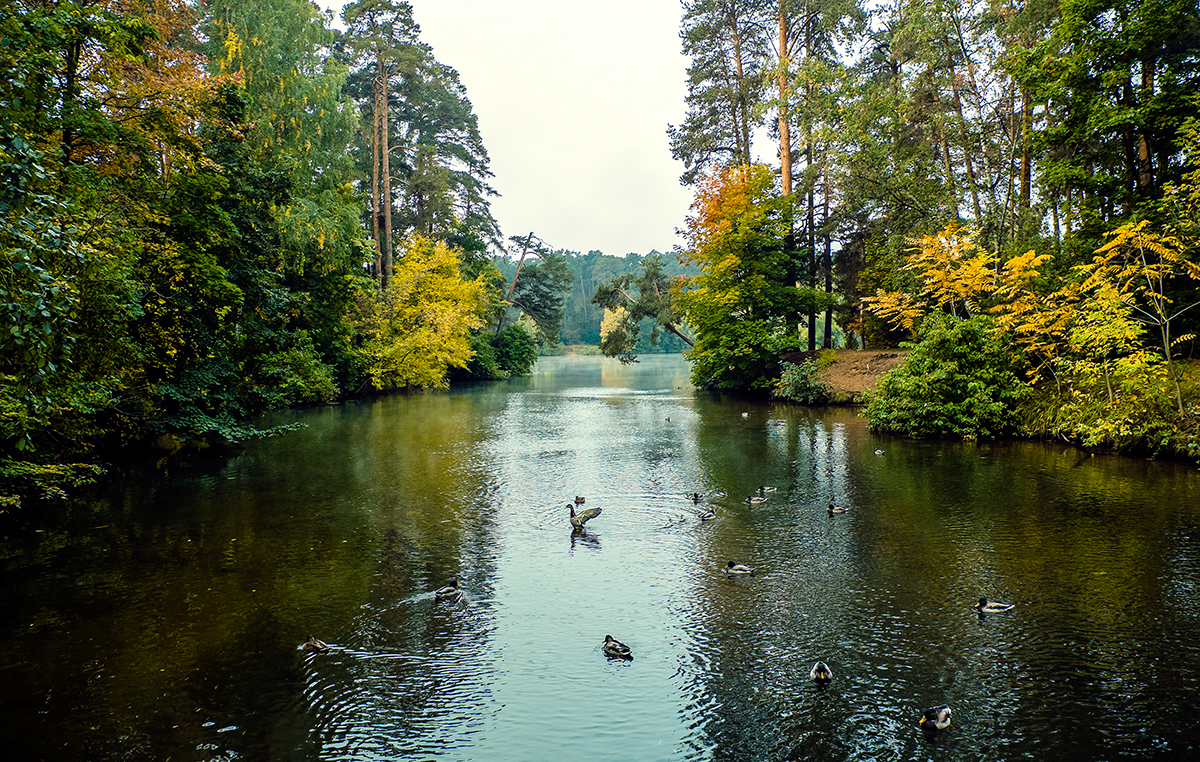
Утки в Серебряном Бору, 2014 год

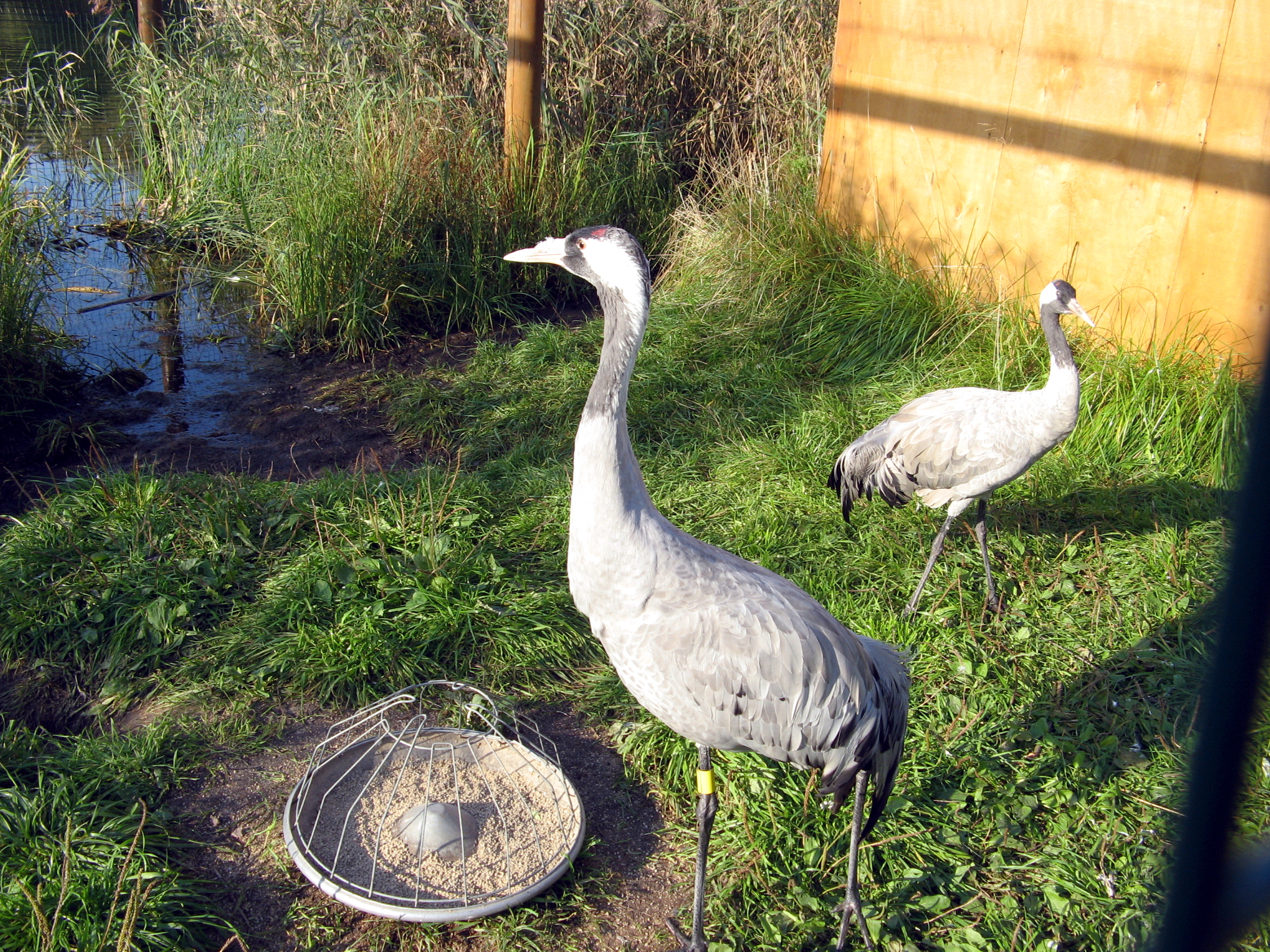
Журавли в Серебряном Бору, 2008 год

Серебряный бор выполняет водоохранную, средозащитную и рекреационную функции леса. На территории острова устроены два экологических маршрута: «У озера Бездонного» и «В гармонии с природой»
.
Флора Серебряного Бора насчитывает около 400 видов сосудистых растений: 324 вида травянистых, 40 — деревьев, 34 — кустарников и два кустарничка. Например, в парке произрастают ива, берёза, дуб, сосна, липа, вяз, орех маньчжурский, лиственница, папоротник, черника, брусника, сирень, барбарис, а также арония, ирга, облепиха, вишня, смородина и другое. В Серебряном Бору можно встретить растения, занесённые в Красную книгу Москвы: борец северный, ветреница лютичная, гудайера ползучая, земляника зелёная, кувшинка снежно-белая, стрелолист обыкновенный, аир обыкновенный, тополь белый, дуб красный, горец земноводный, ландыш майский, дрёма белая, гвоздика Фишера, клевер пашенный и хохлатка плотная и другие.
Фауна насчитывает около 100 видов животных. На территории острова обитают кроты, зайцы, лесной хорёк, обыкновенная бурозубка, полёвки, белки, бобры и выдры. В Красную книгу Москвы занесены ласки, заяц-русак, заяц-беляк, обыкновенный ёж, горностаи, обыкновенные тритоны, и другие виды.
Орнитологи отмечают, что в парке есть дрозды, дятлы, трясогузки и жаворонки, ястребы, цапли, иволги. Здесь гнездятся серая неясыть, ворон, синичка-гаичка и сорокопут, пеночки, камышовки, соловьи и другие. Ушастая сова, чеглок, ястреб-тетеревятник, зимородок, камышница, желна, береговушка — птицы, также обитающие на этой территории, занесены в Красную книгу Москвы.
Кроме кормушек, на экотропе парке установлены специальные домики для цапель, журавлей, уток, ондатр, выдр и хищных птиц.
Серебряный Бор — место обитания реликтового рачка и моллюска беззубки, занесённого в Красную книгу Москвы. Озёрная ихтиофауна — щука, пескарь, серебряный карась, лещ, бычки, а также «краснокнижные» елец, жерех, язь, сом и налим.

## Досуг

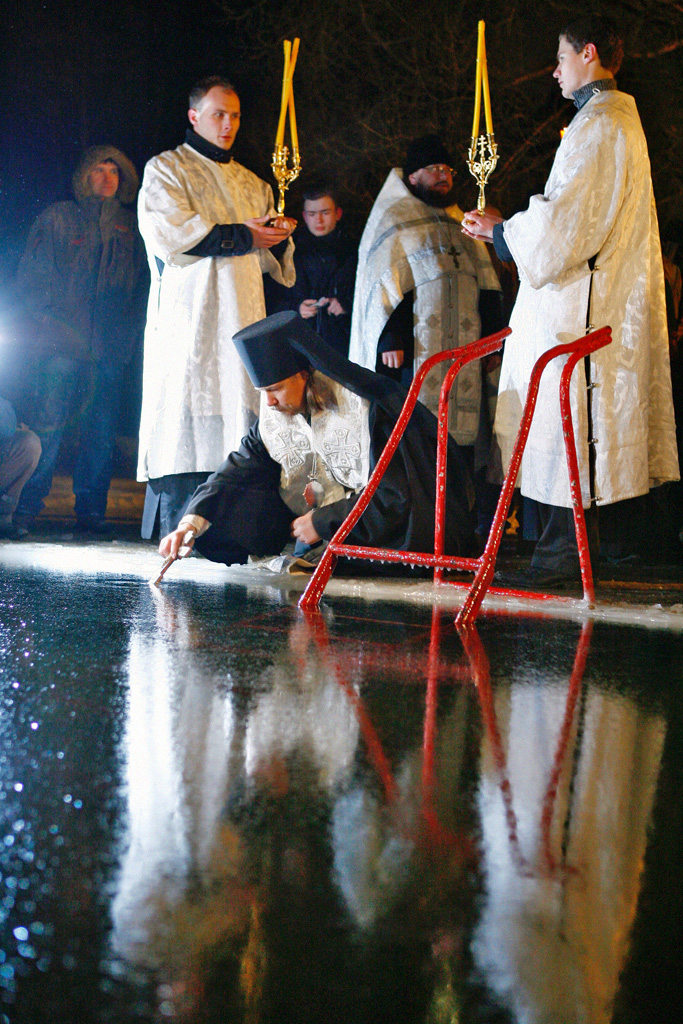
Крещенские купания, 2008 год

На территории Серебряного Бора расположены спортивные и детские площадки, летние кафе и рестораны, а также благоустроенные и охраняемые бесплатные пляжи, на которых действуют медицинский пункт, спасательная станция МЧС, биотуалеты, кабины душевые и для переодевания, пункты проката спортивного и пляжного инвентаря. Точки для пикников оборудованы мангалами, столами, лавками и мусорными контейнерами. На острове ежегодно проходит «Экопикник», проводятся бесплатные экскурсии по экологической тропе «У озера Бездонного». В зимнее время на острове прокладывают лыжню, на которой организуют фототуры. На пляже № 2 заливают каток, действует пункт проката коньков. На озере Бездонном организуют проруби для Крещенских купаний.